# Diclis reptans
Diclis reptans är en flenörtsväxtart som beskrevs av George Bentham. Diclis reptans ingår i släktet Diclis och familjen flenörtsväxter. Inga underarter finns listade i Catalogue of Life.